# 三省駅
三省駅（サムソンえき）は、大韓民国慶尚北道慶山市南川面三省里にある、韓国鉄道公社（KORAIL）京釜線の駅。

## 駅構造
島式ホーム2面4線を有する地上駅。

### のりば
- のりばの番号は設定されていない。また、ホームに行き先を示す看板は設置されていない。

| 上り | 京釜線 | 東大邱・金泉・大田・ソウル方面 |
| 下り | 京釜線 | 清道・密陽・亀浦・釜山方面     |

## 駅周辺
- 南川面事務所
- 南川初等学校
- 南川面保険支所
- 煙竹山
- 韓国鉄道技術研究院 軽量電鉄試験線

## 歴史
- 1926年10月1日 - 開業[1]。
- 2004年7月15日 - 旅客取り扱い中止。
- 2004年7月16日 - 配置簡易駅に格下げ。
- 2004年8月1日 - 乗車券発売中止。

## 隣の駅
韓国鉄道公社　
京釜線（全列車通過）　
慶山駅 - 三省駅 - 南省峴駅